# Refuge de la Martin
 (mars 2024).
Le refuge de la Martin est un refuge situé en France dans le département de la Savoie en région Auvergne-Rhône-Alpes.

## Accès
Il existe plusieurs chemins d'accès pour le refuge de la Martin : 
- depuis le hameau de la Gurraz, commune de Villaroger : 1 h 45 de montée depuis le parking du Chantel ;
- depuis Tignes - Les Brévières (bas du barrage de Tignes) : 2 h 15 de montée ;
- depuis Tignes- Les Boisses (haut du barrage de Tignes) : 2 h à 2 h 15 de montée ;
- depuis Tignes - Le Lac : 2 h 30 à 3 h de montée.

Les randonneurs peuvent se rendre jusqu'au refuge et en repartir le jour même ou passer la nuit au refuge. Il se situe sur le tour du Mont-Pourri.

## Histoire
Le refuge est un ancien chalet d'alpage construit en 1932 en même temps qu'une étable. Du beaufort, du sérac et du beurre sont produits sur place jusqu'en 1962. Le chalet est racheté par le parc national de la Vanoise pour le transformer en refuge de montagne en 1972.

## Caractéristiques et informations
Il s'agit d'un refuge gardé proposant de la restauration et des nuitées dans le dortoir commun, en période de gardiennage (mi-juin à mi-septembre).
Le refuge met à disposition des randonneurs des tables et des chaises, des lits et des couettes, du gaz, un poêle à bois, de l'éclairage photovoltaïque...

## Ascensions
Les courses d'alpinisme principales depuis le refuge de la Martin sont l’ascension du dôme de la Sache et la traversée dôme de la Sache - mont Pourri - mont Turia et redescente sur le refuge de Turia ou la station des Arcs.

## Traversées et randonnées itinérantes
Depuis le refuge, on dénombre principalement quatre sentiers :
- l'un d'eux mène vers le lac de Tignes et Tignes-les-Boisses ;
- un autre chemin mène au glacier de la Savinaz ;
- un sentier permet de se rendre jusqu'aux Brévières ;
- un autre sentier mène à la Gurraz.

Le refuge se situe sur le tour du Mont Pourri.

## Particularités
Ce refuge est l'un des rares et derniers refuges à pièce unique des Alpes[source secondaire nécessaire].